# Chris Harris
Ej att förväxla med Chris Harrison.
Chris Harris, född 20 januari 1975, är en brittisk motorjournalist, programledare och racerförare.
Sedan 2017 är Harris programledare för Top Gear.